# Râul Căpâlnaș
Râul Căpâlnaș sau Râul Căpâlna este un curs de apă, afluent al râului Olt. 